# Duloxetin
A duloxetin (INN: duloxetine) egy kombinált szerotonin (5-HT) és noradrenalin (NA) reuptake gátló.

## Hatása
Gyengén gátolja a dopamin visszavételt, és nincs szignifikáns affinitása a hisztaminerg, dopaminerg, kolinerg és adrenerg receptorokhoz. A duloxetin dózisfüggő módon növeli a szerotonin és noradrenalin extracelluláris szintjeit az állatok különböző agyi területeiben.

## Fordítás
- Ez a szócikk részben vagy egészben  a   Duloxetine című angol Wikipédia-szócikk fordításán alapul.  Az eredeti cikk szerkesztőit annak laptörténete sorolja fel. Ez a jelzés csupán a megfogalmazás eredetét és a szerzői jogokat jelzi, nem szolgál a cikkben szereplő információk forrásmegjelöléseként.